# Crocallis juncta
Crocallis juncta là một loài bướm đêm trong họ Geometridae.